# Oxyurichthys
Oxyurichthys – rodzaj ryb z rodziny babkowatych.

## Klasyfikacja
Gatunki zaliczane do tego rodzaju:
| - Oxyurichthys amabalis - Oxyurichthys auchenolepis - Oxyurichthys cornutus - Oxyurichthys dasi - Oxyurichthys formosanus - Oxyurichthys guibei - Oxyurichthys heisei - Oxyurichthys lemayi - Oxyurichthys lonchotus - Oxyurichthys microlepis - Oxyurichthys mindanensis - Oxyurichthys notonema | - Oxyurichthys ophthalmonema - Oxyurichthys papuensis - Oxyurichthys paulae - Oxyurichthys petersenii - Oxyurichthys saru - Oxyurichthys stigmalophius - Oxyurichthys takagi - Oxyurichthys tentacularis - Oxyurichthys uronema - Oxyurichthys viridis - Oxyurichthys visayanus |